# Monoon kalimantanense
Monoon kalimantanense — вид квіткових рослин родини аннонових (Annonaceae). Описаний у 2020 році.

## Історія відкриття
Два дерева невідомого виду виявлені у 2020 році у Богорському ботанічному саді, що знаходиться на острові Ява (Індонезія). Згідно з каталогу рослини культивуються там з 1977 року та привезені з Південного Калімантану.

## Опис
Невисокі дерева. Листя 35–49 см завдовжки. Жилкування еукампдромне. Суцвіття багатоквіткове, квіти малинового кольору. Приймочка густо вкрита волосками.